# Karen Hallberg
Karen Astrid Hallberg (Rosário, Argentina, 10 de maio de 1964) é uma física argentina, professora de física da matéria condensada do Instituto Balseiro. É diretora de pesquisa do Centro Atômico Bariloche. Recebeu o Prêmio L'Oréal-UNESCO para mulheres em ciência de 2019.